# 米爾福德港
米爾福德港（英語：Milford Haven）是位於英國威爾斯彭布羅克郡的一座城鎮，成立於1790年。在1960年代時，米爾福德港修建了煉油廠等工業設施。至2010年時，就噸位而言，米爾福德港已經成為英國第四大港。米爾福德港也是彭布羅克郡的第二大城市，有人口12,830人。

## 友好城市
- 法國 塞纳河畔罗米伊